# Black 'n Blue
Black 'n Blue är ett amerikanskt heavy metal-band som bildades 1981 av sångaren Jaime St. James, gitarristerna Tommy Thayer och Jeff Warner, basisten Patrick Young och trummisen Pete Holmes.
Bandets första album som hette Black 'n Blue släpptes 1984. De släppte sedan tre album Without Love  (1985),  Nasty Nasty  (1986) och In Heat  (1988)  innan de upplöstes 1989. Gruppen har sedan återförenats några gånger 1997, 2003, 2007 och 2008. 2010 släpptes albumet Hell Yeah!.

## Medlemmar
Nuvarande medlemmar
- Jaime St. James – sång (1981–1989, 1997, 2003, 2007, 2008– )
- Patrick Young – basgitarr, bakgrundssång (1981–1989, 1997, 2003, 2007, 2008– )
- Pete Holmes – trummor (1981–1989, 1997, 2003, 2007, 2008– )
- Shawn Sonnenschein – gitarr, bakgrundssång (2003, 2008– )
- Brandon Cook – gitarr, bakgrundssång (2013– )

Tidigare medlemmar
- Tommy Thayer – sologitarr, keyboard, bakgrundssång (1982–1989, 1997, 2007, 2010, 2011; spelar fortfarande med bandet ibland)
- Jeff Warner – rytmgitarr, keyboard, bakgrundssång (1982–1989, 1997, 2003, 2007, 2008–2013)
- Virgil Ripper – rytmgitarr (1981–1982)

## Diskografi
Studioalbum
- 1984: Black 'n Blue
- 1985: Without Love
- 1986: Nasty Nasty
- 1988: In Heat
- 2011: Hell Yeah!

Livealbum
- 1998: One Night Only: Live
- 2002: Live in Detroit – 1984

Singlar
- 1984: "I Want It All (I Want It Now)"
- 1985: "Miss Mystery"
- 1985: "Without Love"
- 1986: "I'll Be There for You"

Samlingsalbum
- 2001: The Demos Remastered: Anthology 1
- 2001: Ultimate Collection
- 2005: Collected (Box med 4 CD'er och 1 DVD)
- 2007: Rarities